# João Fernandes (músico)
João Fernandes (Madeira, 1854 - Honolulu, 1923) foi um músico português emigrado no Havai, Estados Unidos.
Quando o navio SS Ravenscrag chegou a Honolulu na tarde de 23 de agosto de 1879, levava 419 imigrantes portugueses a bordo, provenientes da ilha da Madeira para trabalhar no cultivo de cana-de-açúcar. João Fernandes, então com 25 anos, para celebrar o fim da viagem de 4 meses e 15.000 milhas, pegou na versão madeirense do cavaquinho, a braguinha do seu amigo Manuel Nunes, pulou do navio e começou a tocar modinhas típicas da sua terra natal. Os havaianos, impressionados com a velocidade com que os dedos de João percorriam o instrumento, chamaram este de ukelele, que traduzido significa "pulga saltadora"; pelo menos essa foi a impressão que os dedos de João Fernandes deixaram.
A Gazeta Havaiana dizia na época: "uma banda de portugueses, composta por insulares da Madeira, chegou aqui recentemente, tem deliciado as pessoas com concertos noturnos pelas ruas. Os músicos são verdadeiros artistas com os seus estranhos instrumentos, os quais são um tipo de mistura entre uma viola e um banjo, mas que produzem uma música muito doce nas mãos dos trovadores portugueses."
Cynthia Fernandes, bisneta de João Fernandes participou numa reportagem em vídeo sobre o seu bisavô intitulada "João Fernandes brings the Ukulele to Hawaii" e realizada a 16 de agosto de 2008 por Zee's Universe, un canal YouTube.